# Vieil-Moutier
Vieil-Moutier és un municipi francès situat al departament del Pas de Calais i a la regió dels Alts de França. L'any 2007 tenia 386 habitants.

## Demografia

### Població
El 2007 la població de fet de Vieil-Moutier era de 386 persones. Hi havia 133 famílies de les quals 24 eren unipersonals (8 homes vivint sols i 16 dones vivint soles), 44 parelles sense fills, 57 parelles amb fills i 8 famílies monoparentals amb fills.
La població ha evolucionat segons el següent gràfic:
Habitants censats

### Habitatges
El 2007 hi havia 142 habitatges, 134 eren l'habitatge principal de la família, 2 eren segones residències i 5 estaven desocupats. Tots els 141 habitatges eren cases. Dels 134 habitatges principals, 111 estaven ocupats pels seus propietaris, 19 estaven llogats i ocupats pels llogaters i 4 estaven cedits a títol gratuït; 1 tenia una cambra, 7 en tenien dues, 12 en tenien tres, 26 en tenien quatre i 88 en tenien cinc o més. 105 habitatges disposaven pel capbaix d'una plaça de pàrquing. A 43 habitatges hi havia un automòbil i a 78 n'hi havia dos o més.

### Piràmide de població
La piràmide de població per edats i sexe el 2009 era:
| Homes | Edats   | Dones |
| ----- | ------- | ----- |
| 0     | 95 o +  | 0     |
| 0     | 90 a 94 | 0     |
| 0     | 85 a 89 | 8     |
| 0     | 80 a 84 | 0     |
| 4     | 75 a 79 | 4     |
| 8     | 70 a 74 | 8     |
| 16    | 65 a 69 | 12    |
| 4     | 60 a 64 | 12    |
| 0     | 55 a 59 | 0     |
| 16    | 50 a 54 | 12    |
| 8     | 45 a 49 | 16    |
| 16    | 40 a 44 | 4     |
| 12    | 35 a 39 | 12    |
| 8     | 30 a 34 | 12    |
| 12    | 25 a 29 | 8     |
| 20    | 20 a 24 | 12    |
| 16    | 15 a 19 | 36    |
| 8     | 10 a 14 | 8     |
| 16    | 5 a 9   | 16    |
| 8     | 0 a 4   | 4     |

## Economia
El 2007 la població en edat de treballar era de 248 persones, 170 eren actives i 78 eren inactives. De les 170 persones actives 165 estaven ocupades (91 homes i 74 dones) i 5 estaven aturades (3 homes i 2 dones). De les 78 persones inactives 20 estaven jubilades, 30 estaven estudiant i 28 estaven classificades com a «altres inactius».

### Ingressos
El 2009 a Vieil-Moutier hi havia 129 unitats fiscals que integraven 377,5 persones, la mediana anual d'ingressos fiscals per persona era de 16.179 €.

### Activitats econòmiques
Dels 11 establiments que hi havia el 2007, 1 era d'una empresa alimentària, 3 d'empreses de construcció, 1 d'una empresa de transport, 1 d'una empresa d'hostatgeria i restauració, 1 d'una empresa financera, 1 d'una empresa immobiliària, 1 d'una empresa de serveis, 1 d'una entitat de l'administració pública i 1 d'una empresa classificada com a «altres activitats de serveis».
Dels 4 establiments de servei als particulars que hi havia el 2009, 1 era un paleta, 1 fusteria, 1 lampisteria i 1 restaurant.
L'any 2000 a Vieil-Moutier hi havia 15 explotacions agrícoles que ocupaven un total de 510 hectàrees.

## Equipaments sanitaris i escolars
El 2009 hi havia 2 escoles elementals integrades dins de grups escolars amb les comunes properes formant escoles disperses.

## Poblacions més properes
El següent diagrama mostra les poblacions més properes.